# ندای وظیفه: قهرمان‌ها
ندای وظیفه: قهرمان‌ها (انگلیسی: Call of Duty: Heroes) یک بازی رایگان استراتژی هم‌زمان که توسط فیسورال گیمز توسعه و توسط اکتیویژن منتشر شده‌است. این بازی در ۲۶ نوامبر ۲۰۱۴ برای اندروید و آی‌اواس عرضه شد. در ۲۳ اکتبر ۲۰۱۸، اکتیویژن اعلام کرد که این بازی از ۲۲ دسامبر ۲۰۱۸ به بعد در دسترس نخواهد بود.